# Sárvásár
Sárvásár (románul Săula) falu Romániában Kolozs megyében.

## Fekvése
Bánffyhunyadtól 3 km-re fekszik Kolozsvár irányába a főút mentén.

## Első említése
1219-ben villa Shulusth, 1391-től a Salwasara, 1670-től pedig a Sárvásár alakban ismeretes a település neve.

## Története
1391-ből származó okiratok királyi birtokként említik. 1461-től Bánffy birtok. 
Magyar lakossága a reformáció óta református. Gyülekezete az erdélyi református egyházkerület kalotaszegi egyházmegyéjéhez tartozik; 1782-ig Körösfő filiája volt. 
1910-ben 289 magyar lakosa volt.
A falu a trianoni békeszerződésig Kolozs vármegye Bánffyhunyadi járásához tartozott.

## Látnivaló
Az országúthoz közel eső református temploma középkorban épült templom helyén áll, bár nem egészen pontosan ugyanott. A torony északi falában egy feketére festett római kori faragott dombormű került beépítésre. A templomban látható a régi templomból átmentett festett kazetta töredéke.

## Híres emberek
- Itt született Lakatos István (Sárvásár, 1904. szeptember 14. – Kolozsvár, 1993. szeptember 3.) erdélyi magyar közíró, a romániai Szociáldemokrata Párt magyar tagozatának tagja, titkára, majd elnöke.